# Camille Chautemps
Camille Chautemps (Parijs 1 februari 1885 - Washington 1 juli 1963) was een Frans politicus. Hij was tussen 21 februari 1930 en 10 maart 1938 viermaal premier van Frankrijk, toen Président du Conseil.

## Biografie

### Vroege carrière
Camille Chautemps werd op 1 februari 1885 in Parijs geboren. Hij studeerde rechten. Hij werd in Tours lid van de Grand Orient de France, een onderdeel van de vrijmetselarij, en werd daarvoor door extreemrechts bekritiseerd. Hij speelde rugby.
Chautemps werd in 1912 lid van de gemeenteraad van Tours en was daar van 1919 tot 1925 burgemeester. Hij werd bij de parlementsverkiezingen van 1919 voor de Parti Radical-Socialiste PRS in de Kamer van Afgevaardigden, in de Chambre de Députés gekozen. Hij vertegenwoordigde daarin het departement Indre-et-Loire. Hij vertegenwoordigde later als afgevaardigde het departement Loir-et-Cher (1929-1934) en was senator voor het departement Loiret (1934-1940). Hij was tussen 1924 en 1926 als minister lid van de centrumlinkse kabinetten-Herriot, van kabinet-Painlevé III en Briand VIII.

### Premier van Frankrijk
Camille Chautemps werd op 21 februari 1930 door president Gaston Doumergue tot premier benoemd, die functie werd toen Président du Conseil genoemd, maar op 2 maart 1930 kwam er al een einde aan zijn kortstondige kabinet, het eerste. Hij was van 1932 tot 1934 minister van Binnenlandse Zaken en werd in november 1933 opnieuw premier. Zijn kabinet kwam op 30 januari 1934 als gevolg van de Stavisky-affaire ten val. Stavisky was een oplichter, die onder niet opgehelderde omstandigheden kwam te overlijden.
Chautemps, behorende tot de gematigde vleugel van zijn partij, was een voorstander van een coalitie met de socialistische Section Française de l'Internationale Ouvrière SFIO en een drijvende kracht in juni 1935 achter de vorming van het Volksfront. Het Volksfront won de parlementsverkiezingen van mei 1936 en Léon Blum, de voorman van de SFIO, vormde onder de noemer van het Volksfront zijn eerste kabinet. Chautemps werd daarin minister van Staat. Hij volgde in juni 1937 Blum als premier op en zette de politiek van het Volksfront voort. De grootste verdienste van zijn kabinet was de nationalisering van de spoorwegen en de oprichting van de Société Nationale des Chemins de fer Français SCNF. Voor de rest voerde Chautemps een nogal gematigde koers en was fel tegenstander van Franse inmenging ten gunste van de republikeinen in de Spaanse Burgeroorlog.
Kabinet-Chautemps III van het Volksfront kwam op 14 januari 1938 ten val, maar president Albert Lebrun benoemde Chautemps weer tot formateur, Chautemps vormde een kabinet met bijna uitsluitend leden van de Radicaal-Socialistische Partij PRS. Hij moest op 10 maart 1938, kort voor de dreigende Anschluss, de dreigende annexatie door Nazi-Duitsland van Oostenrijk, vanwege zijn zwakke optreden tegen Duitsland aftreden. Blum volgde hem op 13 maart 1938 als premier op. Chautemps had in het tweede kabinet-Blum geen zitting, maar hij was daarna weer wel vicepremier, van april 1938 tot juni 1940 in de kabinetten: Daladier III, Reynaud en Pétain. Dat laatste kabinet kwam in 16 juni 1940, vlak voor de Frankrijk aan Duitsland capituleerde, aan de macht. Chautemps was een van de ministers die maarschalk Philippe Pétain steunde in diens streven naar een wapenstilstand met de Duitsers. De wapenstilstand werd op 22 juni 1940 gesloten.

### Tweede Wereldoorlog en daarna
De verenigde Franse volksvertegenwoordiging koos op 10 juli 1940 over het voorbestaan van Frankrijk. 80 van de 649 stemgerechtigden kozen ertegen zich aan Nazi-Duitsland te onderwerpen en om maarschalk Pétain grote regeringsbevoegdheid te geven. Chautemps schikte zich wel onder het Duitse gezag. Hij vertrok naar Noord-Afrika en trad op 12 juli als vicepremier af. De maarschalk benoemde Chautemps tot hoofd van een missie naar de Verenigde Staten. Via Lissabon reisde hij naar Washington. Daar aangekomen brak hij met het Vichy-bewind.
Chautemps, een fel tegenstander van generaal Charles de Gaulle, richtte in Amerika samen met de journalisten Pertinax en mw. Tabouis het Republikeins comité op. Hij vestigde zich in 1944 tijdelijk in Noord-Afrika. Hij raakte na de Tweede Wereldoorlog vanwege zijn optreden in juni 1940 in diskrediet en werd uit de Parti Radical-Socialiste PRS gestoten. Chautemps, die in Amerika verbleef, werd door een Franse rechtbank bij verstek tot vijf jaar gevangenisstraf veroordeeld, maar kreeg in 1954 gratie. Hij leefde de laatste jaren van zijn leven afwisselend in Washington, waar zijn familie verbleef, en in Parijs.

## Ministersposten
- Premier van Frankrijk

kabinet-Chautemps I 21 februari - 25 februari 1930
kabinet-Chautemps II 26 november 1933 - 27 januari 1934
kabinet-Chautemps III 29 juni 1937 - 14 januari 1938
kabinet-Chautemps IV 18 januari - 10 maart 1938
- Vicepremier

kabinet-Daladier III 12 april 1938 - 11 mei 1939
kabinet-Daladier IV 11 mei - 13 september 1939
kabinet-Daladier V 13 september 1939 - 20 maart 1940
kabinet-Reynaud 21 maart - 16 juni 1940
kabinet-Pétain 16 juni - 10 juli 1940
- Minister van Binnenlandse Zaken

in de drie kabinetten-Herriot: 14 juni 1924 - 10 april 1925, 19 juli - 21 juli 1926 en 3 juni - 14 december 1932
kabinet-Briand VIII 28 november 1925 - 6 maart 1926
kabinet-Paul-Boncour 18 december 1932 - 28 januari 1933
kabinet-Daladier I 31 januari 1933 - 24 oktober 1933
kabinet-Sarraut 26 oktober - 24 november 1933
- Minister van Justitie

Painlevé III 29 oktober - 2 november 1925
- Minister van Onderwijs en Kunst

kabinet-Steeg 13 december 1930 - 22 januari 1931
- Minister van Openbare Werken

kabinet-Sarraut II 24 januari 1936 - 4 juni 1936
- Minister van Staat

kabinet-Blum I 5 juni 1936 - 21 juni 1937
- Bibliothèque nationale de France: cb104655371 (data)
- Gemeinsame Normdatei: 123557054
- International Standard Name Identifier: 0000 0000 4118 5735
- Library of Congress Control Number: n2005008500
- Nationale Bibliotheek van Israël: 987007293271105171
- Nederlandse Thesaurus van Auteursnamen: 070591997
- Réseau des bibliothèques de Suisse occidentale: 02-A003098634
- SNAC: w6898pvx
- Système universitaire de documentation: 076086461
- Virtual International Authority File: 44288973
- WorldCat: E39PBJcKJ6FFff6KJpgJR8xYyd